# Hengrove Athletic F.C.
Hengrove Athletic F.C. là một câu lạc bộ bóng đá Anh đến từ ngoại ô của Bristol là Hengrove. Hiện tại đội bóng đang thi đấu ở Western League Division One và là thành viên của Somerset County FA.

## Lịch sử
Câu lạc bộ được thành lập năm 1948 bởi các cựu thành viên của Christchurch Hengrove Boys Club chơi trên sân trường học cho đến khi chuyển đến sân đấu hiện tại Norton Lane năm 1964.
Câu lạc bộ từng thi đấu ở Bristol & Suburban League trước khi đội chính lên chơi ở Somerset County League năm 1974. Mùa giải 2005–06, họ vô địch Somerset County League Premier Division và được thăng hạng Western League Division One mùa giải 2006–07, sau đó về đích lần lượt thứ 10 và thứ 6 trong 2 mùa giải sau đó.
Đội dự bị thi đấu ở Somerset County League và đội thứ ba chơi ở Bristol & Suburban League.
Trong suốt thập niên 1980, câu lạc bộ tham dự FA Vase trong 7 mùa, thành tích tốt nhất ở mùa giải 1984–85 khi vào đến Vòng 2 (top 128).
Mùa giải 2012–13 chứng kiến đội bóng thăng hạng Premier Division của Western League khi về đích thứ hai xếp sau Sherborne Town ở Division One. Họ bị xuống lại Division One cuối mùa giải 2013-14, sau khi đứng cuối bảng Premier Division.

## Sân vận động
Hengrove Athletic chơi trên sân nhà Norton Lane, Whitchurch, Bristol, BS14 0BT.

## Danh hiệu

### Danh hiệu Giải đấu
- Western League Division One:[3]
  - Á quân (1): 2012–13
- Somerset County League Premier Division[2]
  - Vô địch (1) 2005–06
- Somerset County League Division One
  - Á quân (1) 2003–04

### Danh hiệu Cup
- Somerset Senior Cup[4]
  - Vô địch (2): 1979–80, 1983–84

## Kỉ lục
- FA Cup[2]
  - Vòng Sơ loại 2012–13
- FA Vase
  - Vòng 2 1984–85, 2010–11